# Отель Бурбон-Конде
Отель Бурбон-Конде (фр. Hôtel de Bourbon-Condé) — парижская резиденция (отель) в VII округе Парижа, построенная для Луизы Аделаиды де Бурбон архитектором Александром Теодором Броньяром.

## История
В 1780 году 23-летняя незамужняя дочь принца Конде Луиза Аделаида, также известная как мадемуазель Конде, попросила разрешения покинуть Пентемонтский монастырь, где получила образование, и жить в миру. Для строительства соответствующего её положению резиденции был куплен большой участок земли на улице Месье на левом берегу. Архитектором был назначен Александр Теодор Броньяр. Работая на маркиза де Монтескью в 1778 году, он получил разрешение открыть улицу Месье, где также построил конюшни для графа Прованского и отель под архив ордена Святого Лазаря. Особняк был окружён закрытым двором, въезд осуществлялся через центральный проезд для экипажей; окна выходили на сад, к которому была развёрнута центральная овальная гостиная.

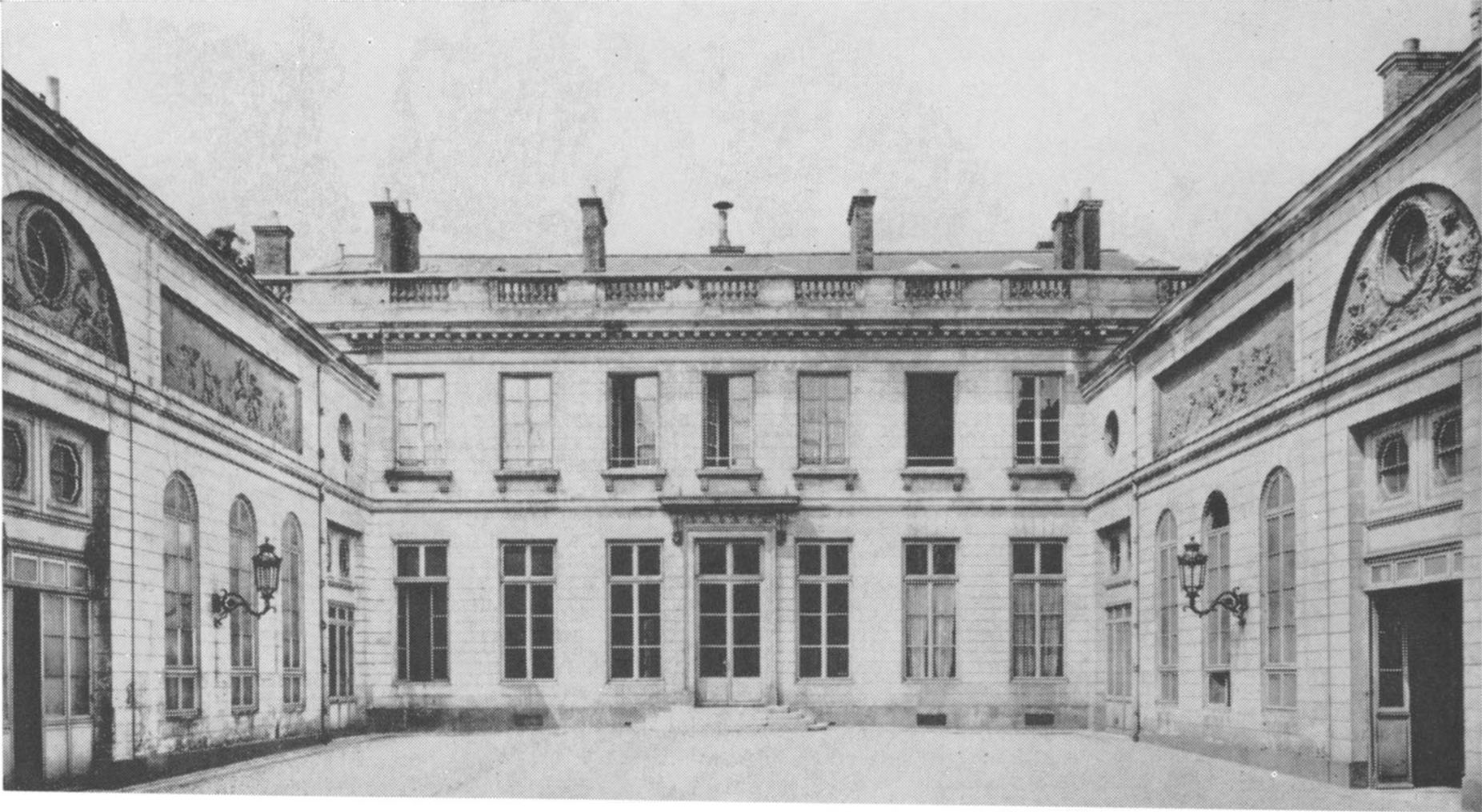
Внутренний двор. Фото ок. 1920 г.

К 1782 году мастер-мебельщик Жорж Жакоб поставил мебель на сумму 13 958 ливров, а краснодеревщик Жан-Франсуа Лелё выставил счёт за шпонированные мебельные корпуса, однако подробного описания интерьеров не сохранилось. Хорас Уолпол упомянул этот «отель Конде» как образец новейшего французского неоклассического стиля, после того как он впервые увидел Карлтон-хаус принца Уэльского в Лондоне в сентябре 1785 года.
Сад был устроен в неформальном «живописном жанре», который был одним из аспектов французской англомании в 1780-х годах. С бульвара Инвалидов, идущего вдоль сада, через железную ограду прохожие могли лицезреть главный фасад, садовый фронтон и ландшафтный дизайн.
Положение мадемуазель Конде не позволило ей выйти замуж; в 1789 году она сумела избежать первых этапов Великой Французской революции. В 1802 году в Польше она постриглась в монахини, а в 1816 году вернулась в Париж, но больше никогда не жила в отеле Конде. Она провела остаток жизни в религиозной работе и скончалась в 1824 году.